# Bralitz
Bralitz ist ein Ortsteil von Bad Freienwalde (Oder) im Landkreis Märkisch-Oderland und gehört zu den Dörfern der Insel Neuenhagen.

## Geographie
Das ursprünglich neumärkische Dorf liegt etwa fünf Kilometer nördlich von Bad Freienwalde am westlichen Rand des hier flach auslaufenden Hochplateaus der Neuenhagener Insel an der Alten Oder. Das Dorf erstreckt sich in Nord-Süd-Richtung, parallel zum Verlauf der Wriezener Alte Oder. Südwestlich vorgelagert ist der Raband, ein ehemaliger Oder-Nebenarm. An den übrigen Seiten ist Bralitz von Wald sowie im Nordosten von Feldern und Wiesen umgeben.

## Geologie
Die Insel Neuenhagen ist das Produkt aller drei bekannten Kaltzeiten des letzten Eiszeitalters. Die ausgedehnten Tonvorkommen um Bralitz im Nordwesten der Insel sind auf einen Eisstausee am Ende der Saalekaltzeit zurückzuführen. Die damals auf Grund des Gletschereises in ihrem voreiszeitlichen Lauf blockierte Oder knickte an der Neuenhagener Insel nach Westen ab und floss als Teil des Urstromes durch das Eberswalder Urstromtal in die Elbe. Die durch das strömende Wasser erodierten Hänge sind noch heute gut zu erkennen. Als sich die Oder 2000 Jahre später schließlich nach Norden wenden konnte, wurden die heutigen Sand-, Ton- und Kieslager im Nordwesten der Insel abgelagert.

## Geschichte
Auf dem Gebiet des heutigen Dorfes wurden als früheste Zeugnisse der Besiedlung ein Gefäß der Kugelamphoren-Kultur und ein 1971 entdeckter jungsteinzeitlicher Feuersteindolch am Raband gefunden.
Zwei nicht weit voneinander entfernt liegende Gräberfelder nahe der Alten Oder gehören zur Jungbronzezeit. Hier wurde auch eine Buckelurne der mittleren Bronzezeit gefunden. Das bronzezeitliche Gräberfeld wurde 1899 entdeckt und die Funde damals in das Uckermärkische Museum in Prenzlau verbracht.

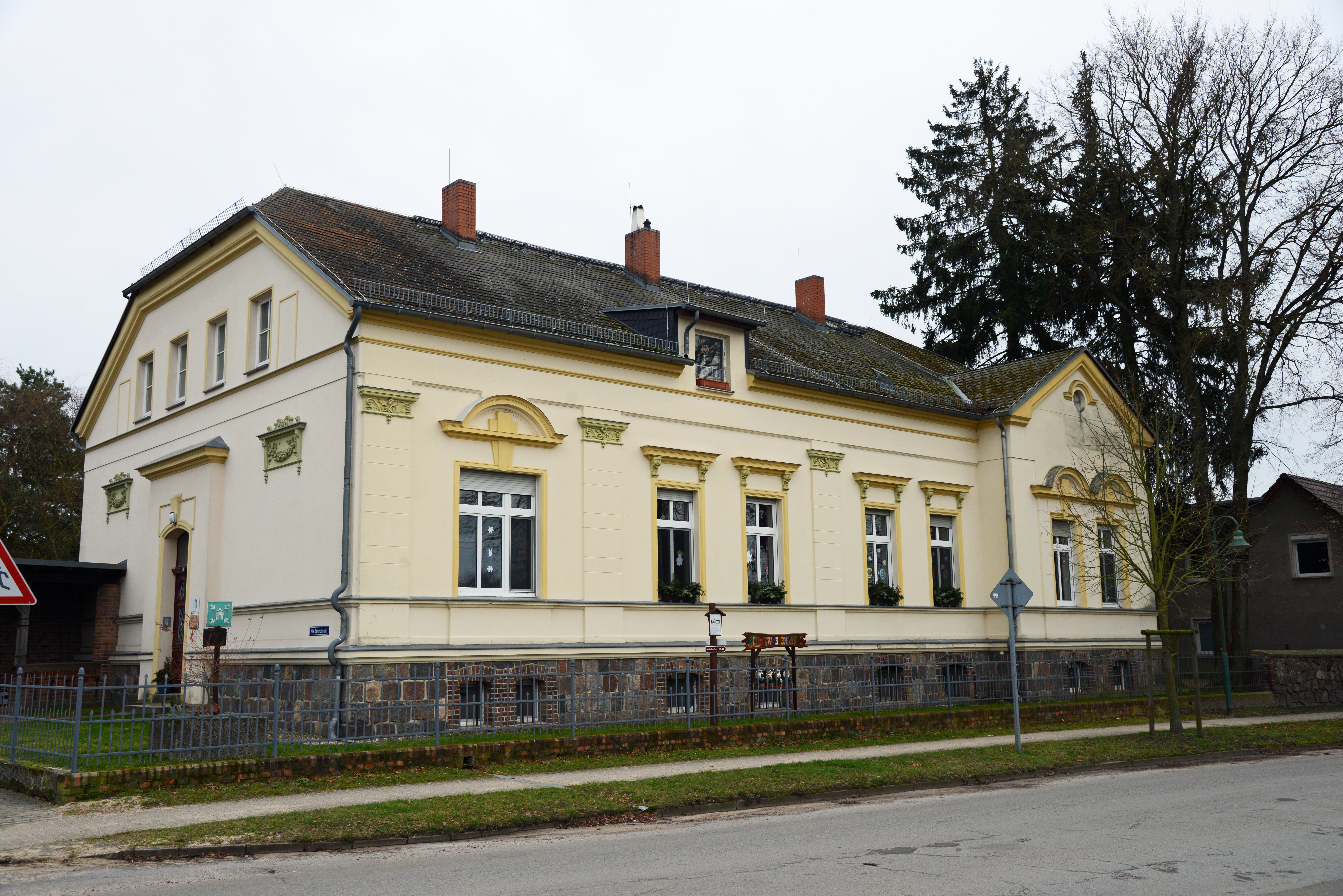
Das Fabrikantenwohnhaus Dornbusch des Ziegelei-Fabrikanten Anton Dornbusch in der Bahnhofsstraße 19.

Nordöstlich davon liegt an der Alten Oder eine Fundstelle mit jungbronzezeitlicher Keramik. Diese ist wahrscheinlich die Siedlung, die zu den jungbronzezeitlichen Gräberfeldern gehört.
Ein zeitlich anschließendes Gräberfeld der Früheisenzeit südwestlich von Bralitz belegt die Besiedlung der Gemarkung bis etwa ins 4./5. Jh.v. Chr.
Nach einer längeren Pause war das Gebiet erst in der jungslawischen Zeit, dem 11./12. Jh., wieder bewohnt. Hierzu gehört ein am Rand des Ortes entdecktes slawisches Körpergräberfeld mit zahlreichen Keramikbruchstücken und einer Lanzenspitze. Aus dieser Zeit wurde 1954 bei Erdarbeiten auf dem LPG-Hof ein Körpergrab entdeckt und hieraus eine Urne und ein eiserner Dolch in das Oderlandmuseum in Bad Freienwalde verbracht.

Die Ansiedlung und der Name haben einen slawischen Ursprung. Bralitz und die Dörfer der Insel Neuenhagen wurden 1337 erstmals als Besitz des Ritters Nicolaus Witte Albus urkundlich erwähnt. In der Urkunde heißt es: 

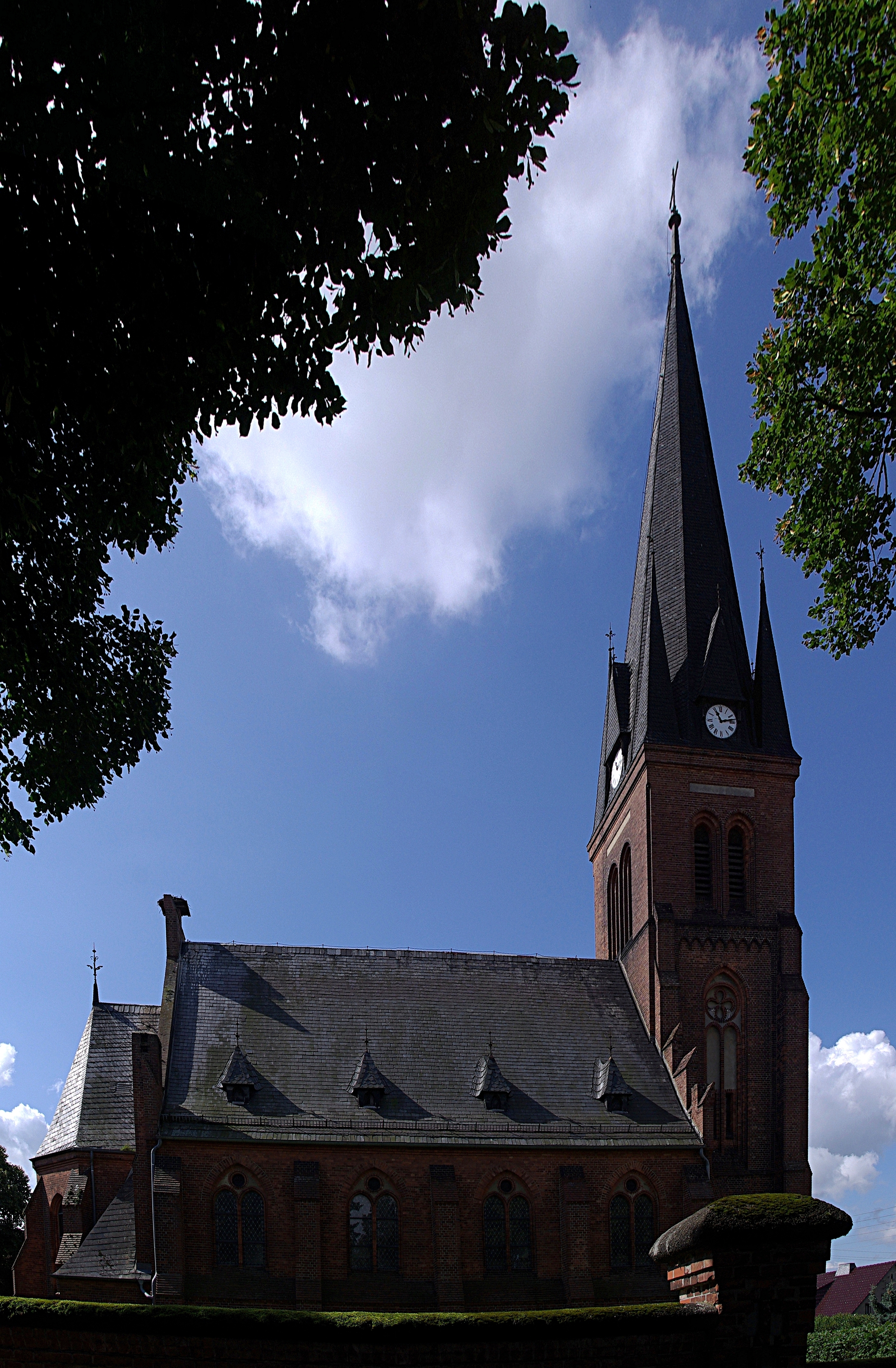
Die evangelische Dorfkirche Bralitz wurde am 7. November 1890 eingeweiht.

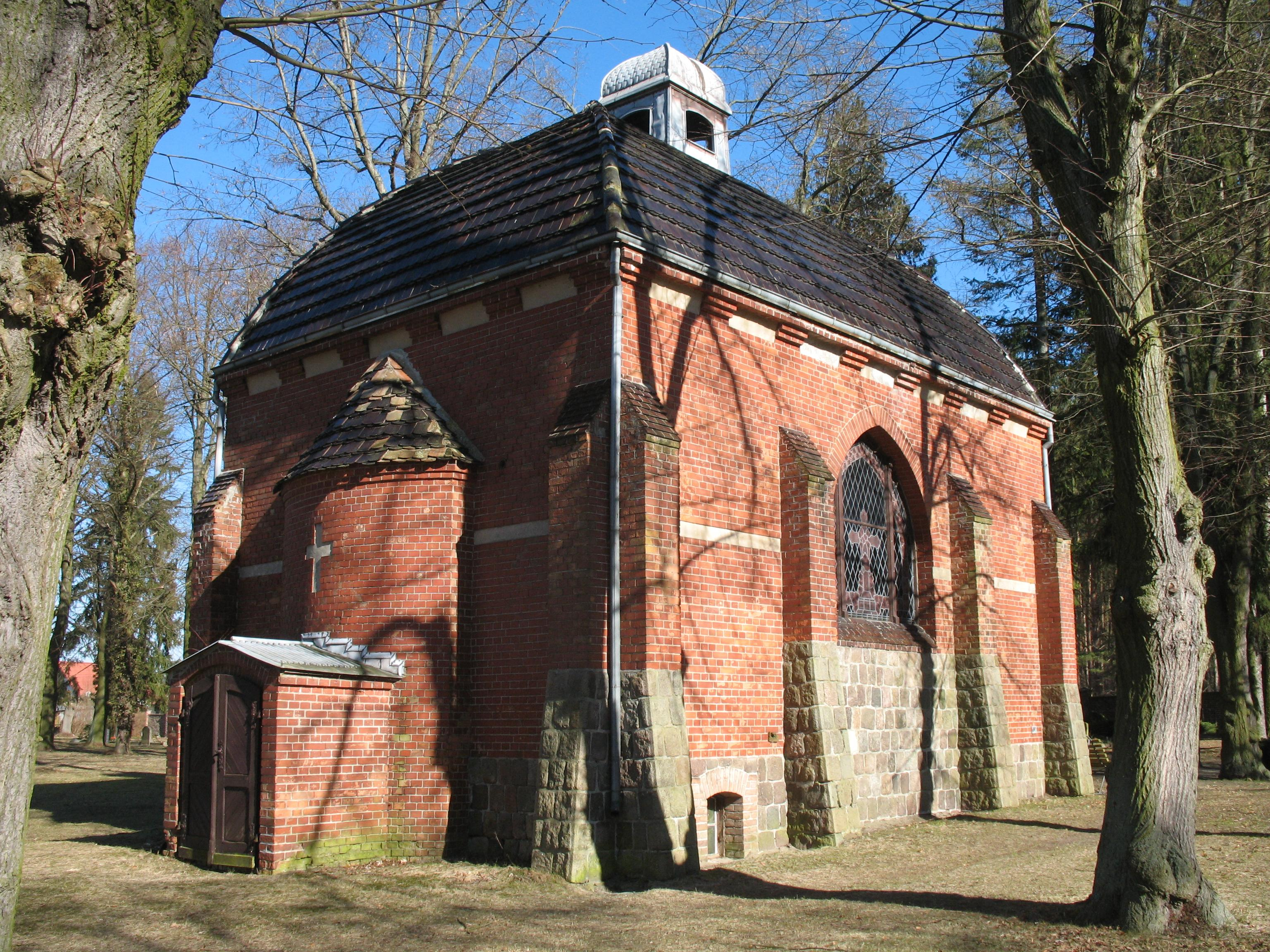
Friedhofskapelle auf dem Friedhof Bralitz von 1905.

“Dominus Nicolaus Albus habet IIII villas ut dicit cum omni jure, scilicet Glitzen, Sralitzen (Gralizen), Grabow et Botzow cum taberna super littus Frienwolde (Frienwold) et cum curia sua Nienhoff.”

„Ritter Nicolaus Witte Albus besitzt vier Dörfer, wie er sagt, mit der ganzen Gerichtsbarkeit, nämlich Glizen (Altglitzen), Sralitzen/Gralizen (Bralitz), Grabow (Gabow) et Botzow (Hohenwutzen) mit der Gastwirtschaft über dem Freienwalder Flussufer (Fährkrug) und mit seinem Gutshof Neuenhagen.“

Die Familie Witte (Albus) war eine pommersch-neumärkische Adelsfamilie. Der Herrschaftssitz Neuenhagen mit seinen Dörfern (curia nienhage et villarum) wurde 1350 vom Markgrafen an das brandenburgische Adelsgeschlecht der Mörner übereignet. Wohl noch im zweiten Drittel des 14. Jh. gelangte der Herrschaftssitz mit den Dörfern in den Besitz des brandenburgischen Adelsgeschlechts der Uchtenhagen. Im Jahre 1604 verkaufte Hans von Uchtenhagen seinen neumärkischen Besitzanteil mit dem Dorf an Kurfürst Joachim Friedrich und Bralitz stand im Anschluss unter der landesherrlichen Verwaltung des damals gegründeten Domänenamtes Neuenhagen.
Ihren Lebensunterhalt bestritten die Dorfbewohner von jeher durch Fischerei. 1604 sind im Erbregister des Amtes Neuenhagen für den Ort elf Fischer, ein Hüfner und ein Kossät angegeben. Zur Kirche gingen die Dorfbewohner nach Neuenhagen. Nach dem Dreißigjährigen Krieg waren in Bralitz nur noch sieben Fischer und ein Hüfner ansässig, zu Beginn des 18. Jh. erhöhte sich deren Zahl wieder auf elf Fischer, einen Bauern und einen Kossäten. 1749 gab es 112 Bewohner. Als Folge der Trockenlegung des Oderbruchs nahm die Bedeutung des Fischfangs ab und die Wiesenwirtschaft wurde auf Ackerbau umgestellt, wodurch der Ort zu größerem Wohlstand gelangte. Im Jahre 1839 wurde ein Friedhof eingerichtet, im Jahre 1890 eine eigene Dorfkirche mit einem 51 m hohen Kirchturm erbaut.
Die günstige Lage an der Alten Oder ermöglichte das Flößen großer Holzmengen. So begann um die Mitte des vorigen Jahrhunderts der Bau der ersten Sägewerke. 1841 erbaute der Berliner Maurermeister Pattri eine der ersten Schneidemühlen (Sägewerke). 1841 erbaute der Berliner Maurermeister Pattri eine große Dampfsägemühle nahe dem Lieper See. Ihm folgte der Schneidemühlen-Administrator Franz Müller, der 1845 auf einem sandigen Acker im nördlichen Teil der Bralitzer Feldmark ein Dampfsägewerk errichtete, für das die Firma August Borsig in Berlin eine Hochdruckdampfmaschine mit einer Leistung von 18 PS lieferte. Bereits 1851 wurde eine neue Maschine mit 30 PS angeschafft und drei Gatter betrieben. Als 1856 Franz Müller gestorben war, erhöhte dessen Neffe Carl Müller die Leistungsfähigkeit seines Sägewerks erheblich und betrieb 1859 schon sechs Gatter. 1873 baute er ein zweites Sägewerk, so dass in beiden Werken zusammen 300 Arbeiter beschäftigt waren. Das war damals ein Großbetrieb und Müllers Sägewerke gehörten zu den Führenden in Deutschland. Nach dem Tode von Carl Müller 1918 übernahm dessen Sohn Conrad die Werke, die für Bralitz lange von großer Bedeutung waren.
In der zweiten Hälfte des 19. Jh. siedelten sich in Bralitz zusätzlich Ziegelindustrie und Firmen zum Abbau von Steinen und Kies an. Um 1900 bestanden im Ort die drei Ziegeleien Anton Dornbusch, Emil Krause und Schütt & Ahrens. Anton Dornbusch hatte eine Handstrichpresse für Ziegel, die Dornbusch’sche Streichmaschine, erfunden. Diese Streichmaschinen wurden von der Firma C. Wulff (Eisengießerei, Maschinenfabrik und Kesselschmiede) aus Wriezen hergestellt. Die Dampfziegelei Anton Dornbusch kaufte 1911 die Ziegelei W. Rusch in Neuenhagen mit 80 Morgen Land hinzu und baute hier eine weitere Maschinenhalle für zwei zusätzliche Dornbusch’sche Streichmaschinen. Die Ziegelei wurde im Anschluss mit dem bereits bestehenden Bahngleis der Firma Dornbusch verbunden. Die Dornbusch’sche Dampfziegeleinen waren nun in der Lage 20 Millionen Ziegelsteine pro Jahr zu fertigen. Der heutige Dornbuschsee mit seiner Naturbadestelle und Sandstrand ist eine geflutete Tongrube des Ziegeleibesitzers Dornbusch.
Zu Beginn des 20. Jh. waren in den Bralitzer Kleinbetrieben 700–800 Arbeiter beschäftigt.
Begünstigend auf deren weitere Entwicklung wirkte sich die Eröffnung der Bahnstrecke Angermünde–Bad Freienwalde mit dem Bahnhof Oderberg-Bralitz im Jahre 1877 aus. Es gab ein Ladegleis für die Steine der Dornbusch Ziegeleien, für die Sägewerke und für das Kieswerk im Ort gab es den Güterbahnhof Bralitz-Oderberg.
Nach dem Zweiten Weltkrieg nahm das Sägewerk ab 1946 seinen Betrieb wieder auf, es wurde 1951 Teil des VEB Vereinigte Holzindustrie Schorfheide. 1955 erfolgte die Gründung der LPG „Freies Leben“.
In der heutigen Ortslage trat 1939 ein Schatzfund mit 164 ganzen und 19 halben Silberdenaren zu Tage, den spielende Kinder in unmittelbarer Nähe des Rabands machten. Die Verbergungszeit liegt zwischen 1267 und 1291.
Nach 1990 kam das Ende der Bahnstrecke Angermünde–Bad Freienwalde, da die Gefahr eines Krieges nun nicht mehr vorhanden war und sich andererseits der lokale Güter- und Personenverkehr mehr auf die Straße verlagerte. Die Einstellung des Güterverkehrs erfolgte am 31. Dezember 1994 und des Personenverkehrs zum Fahrplanwechsel am 28. Mai 1995, die offizielle Stilllegung am 30. November 1997. Versuche, die Bahn als Draisinenstrecke im Freizeitverkehr wiederzubeleben, scheiterten. Die Gleise wurden 2008 an eine Entsorgungsfirma verkauft und demontiert.
Obwohl links der Oder gelegen, gehörte Bralitz zum neumärkischen Landkreis Königsberg Nm. und darin zum Amt Neuenhagen, ehe es nach dem Zweiten Weltkrieg zum Landkreis Oberbarnim kam, das zum Land Brandenburg und nach der Bezirksreform zum Bezirk Frankfurt (Oder) gehörte.
Am 26. Oktober 2003 wurde Bralitz mit damals rund 720 Einwohnern nach Bad Freienwalde (Oder) eingemeindet.

## Bevölkerung
| Jahr | Einwohner |
| ---- | --------- |
| 1875 | 0.937     |
| 1890 | 1.169     |
| 1910 | 1.302     |
| 1925 | 1.213     |
| 1933 | 1.096     |
| 1939 | 1.045     |
| 1946 | 1.247     |

| Jahr | Einwohner |
| ---- | --------- |
| 1950 | 1.435     |
| 1964 | 1.111     |
| 1971 | 0.996     |
| 1981 | 0.901     |
| 1985 | 0.893     |
| 1989 | 809       |
| 1990 | 774       |

| Jahr | Einwohner |
| ---- | --------- |
| 1991 | 758       |
| 1992 | 802       |
| 1993 | 791       |
| 1994 | 787       |
| 1995 | 767       |
| 1996 | 749       |
| 1997 | 756       |

| Jahr | Einwohner |
| ---- | --------- |
| 1998 | 755       |
| 1999 | 747       |
| 2000 | 731       |
| 2001 | 722       |
| 2002 | 721       |
| 2011 | 573       |
| 2017 | 539       |

Gebietsstand des jeweiligen Jahres
Am 30. Juni 2011 hatte Bralitz 573 Einwohner.

## Baudenkmale

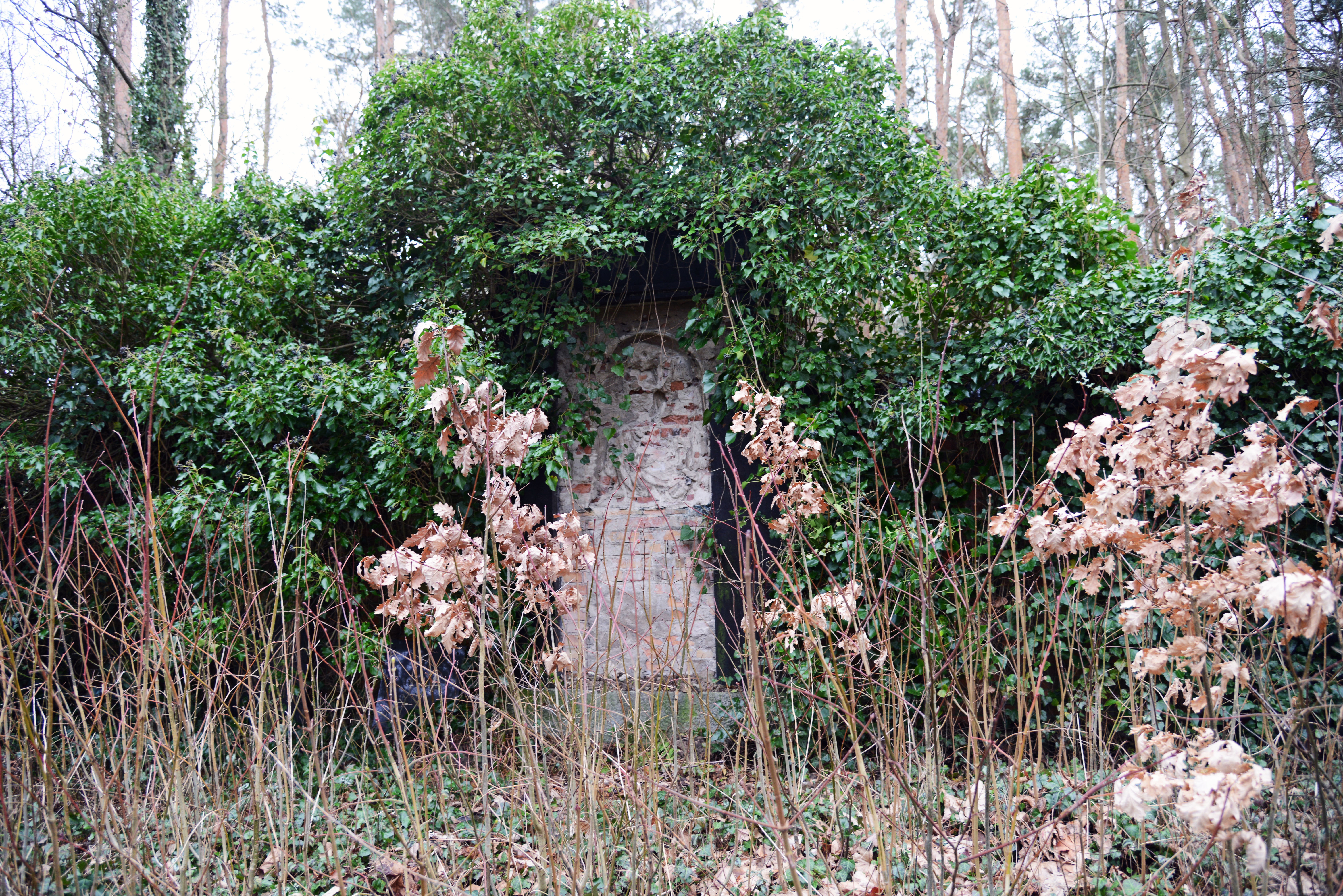
Das Erbbegräbnis der Ziegelei-Fabrikanten Anton Dornbusch, entstanden 1901 und 1915 an der Südseite des Friedhofs von Bralitz. Bild 2024.

- Die evangelische Dorfkirche Bralitz wurde am 7. November 1890 eingeweiht. Sie ist eine neugotische Kirche mit drei Schiffen und einem Turm im Nordwesten. Die Orgel stammt aus dem Jahre 1890 und wurde vom Orgelbauer Sauer aus Frankfurt (Oder) errichtet. Die Ausstattung im Inneren stammt aus der Bauzeit.[3]
- Das Forsthaus liegt im Dorf in der Bahnhofsstraße 1 und wurde 1900 erbaut. Es ist ein Typenhaus mit Ziegelmauerwerk. Im Keller befindet sich eine alte Räucherkammer.[3][12]
- Das Fabrikantenwohnhaus Dornbusch des Ziegelei-Fabrikanten Anton Dornbusch liegt in der Bahnhofsstraße 19. Das Haus wurde gegen Ende des 19. Jahrhunderts erbaut und in den 1970er Jahren zum Kindergarten umgenutzt. Durch seine Ecklage und die reichere Fassadengestaltung hebt es sich im Ortsbild besonders hervor. Es ist ein eingeschossiges Haus mit Krüppelwalmdach und war Teil einer Hofanlage.[3][12]

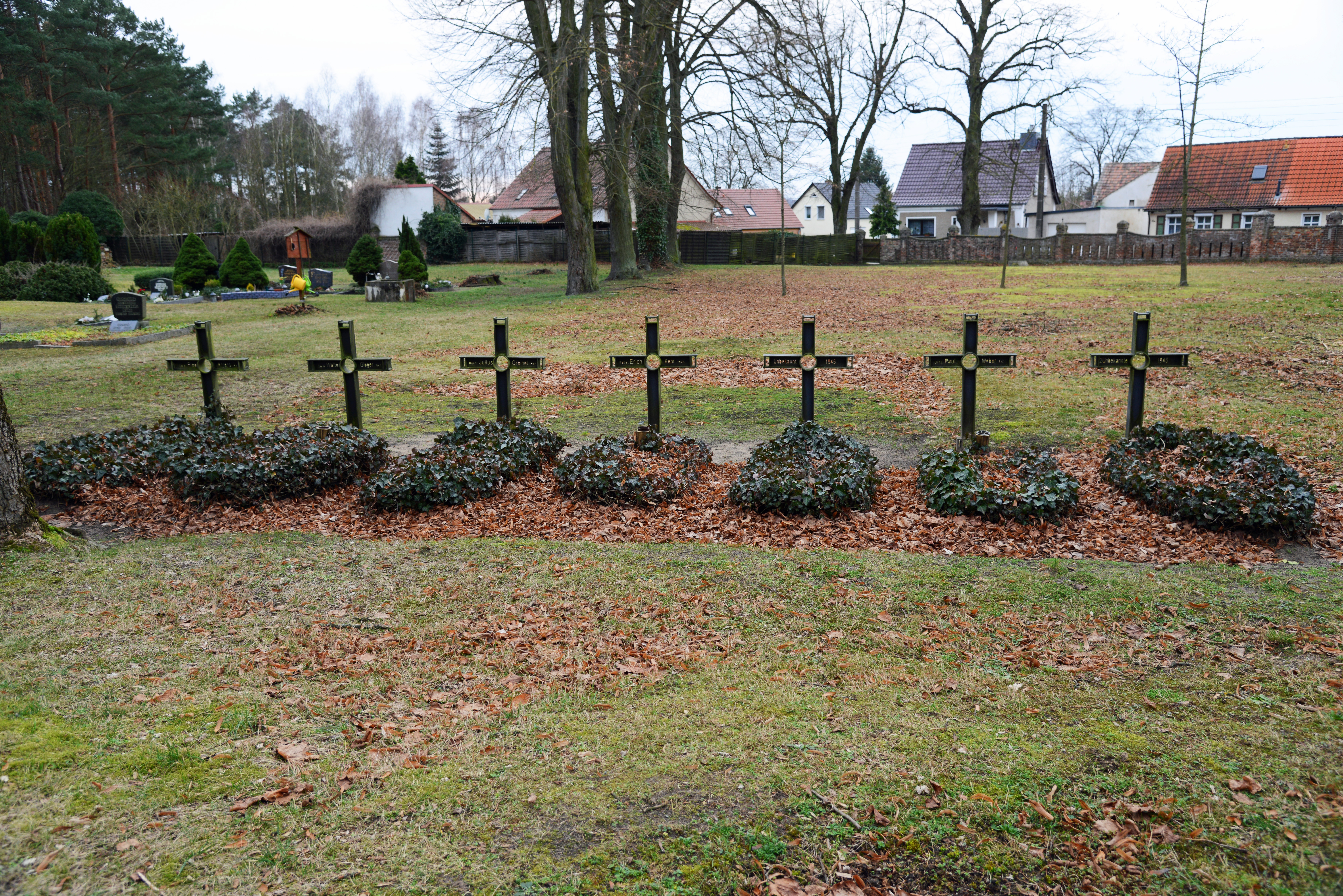
Kriegsgräberstätte für gefallene deutsche Soldaten von 1945.

- Kriegsgräberstätte für gefallene deutsche Soldaten von 1945.Der Friedhof von Bralitz wurde um 1905 auf einem fünf Morgen großen Stück Land zwischen der Freienwalder Straße und der und Triftstraße neu angelegt. Unter Verwendung von Stiftungsgeldern wurde 1905 eine Friedhofskapelle errichtet. Am 26. Mai 1909 fand mit dem ersten Begräbnis die Einweihung des jetzigen Friedhofs statt. Der Friedhof umfasst ein ausgedehntes, von einer Mauer umgebenes dreieckiges Areal. Der Zugang ist zentral an der Freienwalder Straße gelegen. Die Kapelle ist als kleiner Ziegelbau in historisierenden Formen in der Mitte platziert. Auf dem Friedhof befinden sich zwei denkmalgeschützte Erbbegräbnissen.[3][12]
- Das Erbbegräbnis des Ziegelei-Fabrikanten Anton Dornbusch, entstanden 1901 und 1915, befindet sich an der Südseite des Friedhofs mit einer Grabplatte mit Namenszug der Familie und einer Reliefdarstellung einer Trauernden in klassizistischem Stil.[3][12]
- Das Erbbegräbnis der Familie Peter befindet sich unmittelbar neben dem Grabmal von Familie Dornbusch und entstand um 1905. Die kleine Anlage in architektonischen Aufbau besitzt dorische Säulen und als Einfassung glatte Steinplatten zwischen Pfeilern. Als Eingang dient eine kleine schmiedeeiserne Pforte in der Mitte.[3][12]
- → Hauptartikel: Bahnhof Oderberg-Bralitz Die Bahnhofsanlage „Oderberg-Bralitz“ befindet sich etwa zwei Kilometer nordöstlich von Bralitz. Das Gebäude wurde 1876/1877 erbaut. Es war der Bahnhof von Bralitz und Oderberg. Der Bahnhof wird heute als Wohnhaus genutzt.[3][12]
- Die Hofanlage eines Schmiedemeisters mit Wohnhaus, Werkstattgebäude, Stall und Durchfahrtsscheune liegt in der Triftstraße 9. Das Wohnhaus wurde im Jahr 1905, die Wirtschaftsgebäude um 1907 erbaut. Das Wohnhaus ist eingeschossig und hat ein Satteldach. Der Giebel hat einen Dachüberstand und ein Freigespärre.[3][12]
- Eine Kriegsgräberstätte für gefallene deutsche Soldaten mit sieben Gräbern von 1945 (Schlacht um die Seelower Höhen) befindet sich auf dem Friedhof von Bralitz. Die Gräber von Unteroffizier Paul Weber (* 31. Juli 1913 in Magdeburg; † 18. April 1945 bei Bralitz); Soldat Erich Kehr (* 5. März 1928 in Bübsbach; † 17. April 1945 bei Bralitz); Gefreiter Julius Greinel (* 13. Dezember 1904 Lehen a. Inn; † 16. – 17. April 1945 bei Bralitz); Soldat Walter Gieger; Soldat Walter Gloger; Soldat Fred Ahrens und drei unbekannten Soldaten befinden sich in der Kriegsgräberstätte.[13]

## Persönlichkeiten
- Erwin Wickert (* 7. Januar 1915 in Bralitz; † 26. März 2008 in Remagen), Diplomat und Schriftsteller, in Bralitz geboren.